# Tetramerium mcvaughii
Tetramerium mcvaughii är en akantusväxtart som beskrevs av T.F. Daniel. Tetramerium mcvaughii ingår i släktet Tetramerium och familjen akantusväxter. Inga underarter finns listade i Catalogue of Life.